# Kornelia Gressler
Kornelia Greßler (habituellement orthographiée Kornelia Gressler en anglais), née le 9 novembre 1970, est une nageuse allemande à la retraite qui remporte trois médailles aux championnats d'Europe 1985 : l'or sur le relais 4 × 100 m et le 100 m ainsi que l'argent sur le 200 m papillon. Elle répète cet exploit aux championnats du monde de 1986. En 1985, elle établit un record européen au 100 m papillon (59 s 35) qui tient pendant plus de 10 ans. 
En 1986, elle reçoit l'ordre du Mérite patriotique en or. 

## Palmarès
| Date | Compétition           | Lieu   | Place | Course               |
| ---- | --------------------- | ------ | ----- | -------------------- |
| 1985 | Championnats d'Europe | Sofia  | 1re   | 100 m papillon       |
| 1985 | Championnats d'Europe | Sofia  | 1re   | 4 × 100 m 4 nages    |
| 1985 | Championnats d'Europe | Sofia  | 2e    | 200 m papillon       |
| 1986 | Championnats du monde | Madrid | 1re   | 100 m papillon       |
| 1986 | Championnats du monde | Madrid | 1re   | 4 × 100 m nage libre |
| 1986 | Championnats du monde | Madrid | 1re   | 4 × 100 m 4 nages    |
| 1986 | Championnats du monde | Madrid | 2e    | 200 m papillon       |